# به‌هرحال لارنس
به هرحال لارنس (به انگلیسی: Laurence Anyways) فیلم رمانتیک درام کانادایی، به نویسندگی و کارگردانی زاویه دولان و محصول سال ۲۰۱۲ میلادی است.

این فیلم در بخش نگاهی نو جشنواره فیلم کن ۲۰۱۲، به نمایش درآمد و جایزهٔ بهترین بازیگر را برای سوزان کلمنت و نخل دگرباشی را برای این فیلم به ارمغان آورد.
جلوه‌های بصری موجود در این فیلم و نگاه مستندگونه و شاعرانهٔ آن، با آخرین کارهای استنلی کوبریک مقایسه شده است.
به هرحال لارنس همچنین در جشنواره بین‌المللی فیلم تورنتو ۲۰۱۲، جایزهٔ بهترین فیلم کانادایی را از آنِ خود کرد.